# Kirk Nieuwenhuis
Kirk Robert Nieuwenhuis (Santa Monica, 7 agosto 1987) è un ex giocatore di baseball statunitense, di ruolo esterno.

## Minor League
Nieuwenhuis venne selezionato al 3º giro del draft amatoriale del 2008 come 100a scelta dai New York Mets. Nello stesso anno iniziò con i Brooklyn Cyclones A-, finendo con .277 di media battuta, .348 in base, 3 fuoricampo, 29 punti battuti a casa (RBI), 34 punti "run " e 11 basi rubate in 74 partite. Nel 2009 giocò con due squadre finendo con .282 alla battuta, .364 in base, 17 fuoricampo, 73 RBI, 99 punti e 17 basi rubate in 131 partite.
Nel 2010 giocò con due squadre finendo con .274 alla battuta, .327 in base, 18 fuoricampo, 77 RBI, 91 punti e 13 basi rubate in 124 partite. Nel 2011 giocò con i Buffalo Bisons AAA finendo con .298 alla battuta, .403 in base, 6 fuoricampo, 14 RBI, 33 punti e 5 basi rubate in 53 partite.
Nel 2012 giocò con i Bisons solo 5 partite con .182 alla battuta, 308 in base, nessun fuoricampo, un RBI e una base rubata, prima di finire la stagione a causa di un infortunio al piede. Nel 2013 con i Las Vegas 51s AAA finendo con .248 alla battuta, .345 in base, 2 fuoricampo, 37 RBI, 60 punti e 6 basi rubate in 74 partite.

## Major League

### New York Mets (2012-2014)
Nel 2012 firmò un contratto annuale di 480.000 dollari. Debuttò nella MLB il 7 aprile 2012 contro gli Atlanta Braves per sostituire l'infortunato Andres Torres, nella partita di debutto fece 2 valide su 4 turni alla battuta. Nel suo terzo giorno fece il suo primo fuoricampo in carriera contro il lanciatore dei Washington Nationals Edwin Jackson. Il 27 aprile nella partita contro i Miami Marlins mise a segno la valida della vittoria, un walk-off single, contro il lanciatore Heath Bell. Il 14 giugno nella vittoria dei Mets contro i Tampa Bay Rays per 9 a 6, contro il lanciatore Jeremy Hellickson colpì 2 fuoricampo. A fine partita fece registrare 3 RBI, 2 valide su 5 turni alla battuta e 2 punti segnati. Il 30 luglio fu mandato nelle Minor League per far posto al rientrante Mike Baxter dopo l'infortunio. Chiuse la sua prima stagione da professionista con .252 alla battuta, .315 in base, 7 fuoricampo, 28 RBI, 40 punti, 4 basi rubate, 174 eliminazioni e 4 errori da esterno centrale in 91 partite di cui 69 da titolare.
Il 3 marzo 2013 nella partita pre-stagionale persa contro i Miami Marlins subì una forte contusione al ginocchio sinistro, tornò in campo il 24 marzo. Il 23 aprile venne mandato nei 51s nelle Minor League per far posto a Juan Lagares. Il 9 giugno venne promosso in prima squadra. Il 16 dello stesso mese contro i Chicago Cubs mise a segno un fuoricampo di 3 punti decisivo per la vittoria contro il lanciatore Carlos Marmol. Il 27 luglio venne riassegnato ai 51s. Chiuse la stagione con .189 alla battuta, .278 in base, 3 fuoricampo, 14 RBI, 10 punti, 2 basi rubate, 46 eliminazioni e 2 assist in 47 partite di cui 22 da titolare.
Il 15 aprile 2014 venne promosso in prima squadra a causa dell'infortunio del compagno di squadra Juan Lagares, e nella sua prima partita contro gli Arizona Diamondbacks in 5 apparizioni al piatto fece un fuoricampo, 3 RBI, un punto, uno strikeout subito con .600 alla battuta. Il 20 contro gli Atlanta Braves realizzò nel 14º inning il punto decisivo per la vittoria per 4-3, grazie al "sacrificio" alla battuta del compagno Curtis Granderson. Il 1º maggio venne assegnato ai 51s per far posto in squadra al rientrante Juan Lagares.

## Premi
- MiLB.Com Organization All-Star (2010)
- Mid-Season All-Star Eastern League (2010)
- Mid-Season All-Star Florida State League (2009)
- Post-Season All-Star della Florida State League (2009)
- Giocatore della settimana della Eastern League (12/07/2010)
- (2) Giocatore della settimana della Florida State League (24/08/2009,31/08/2009)